# António Borges Barreto

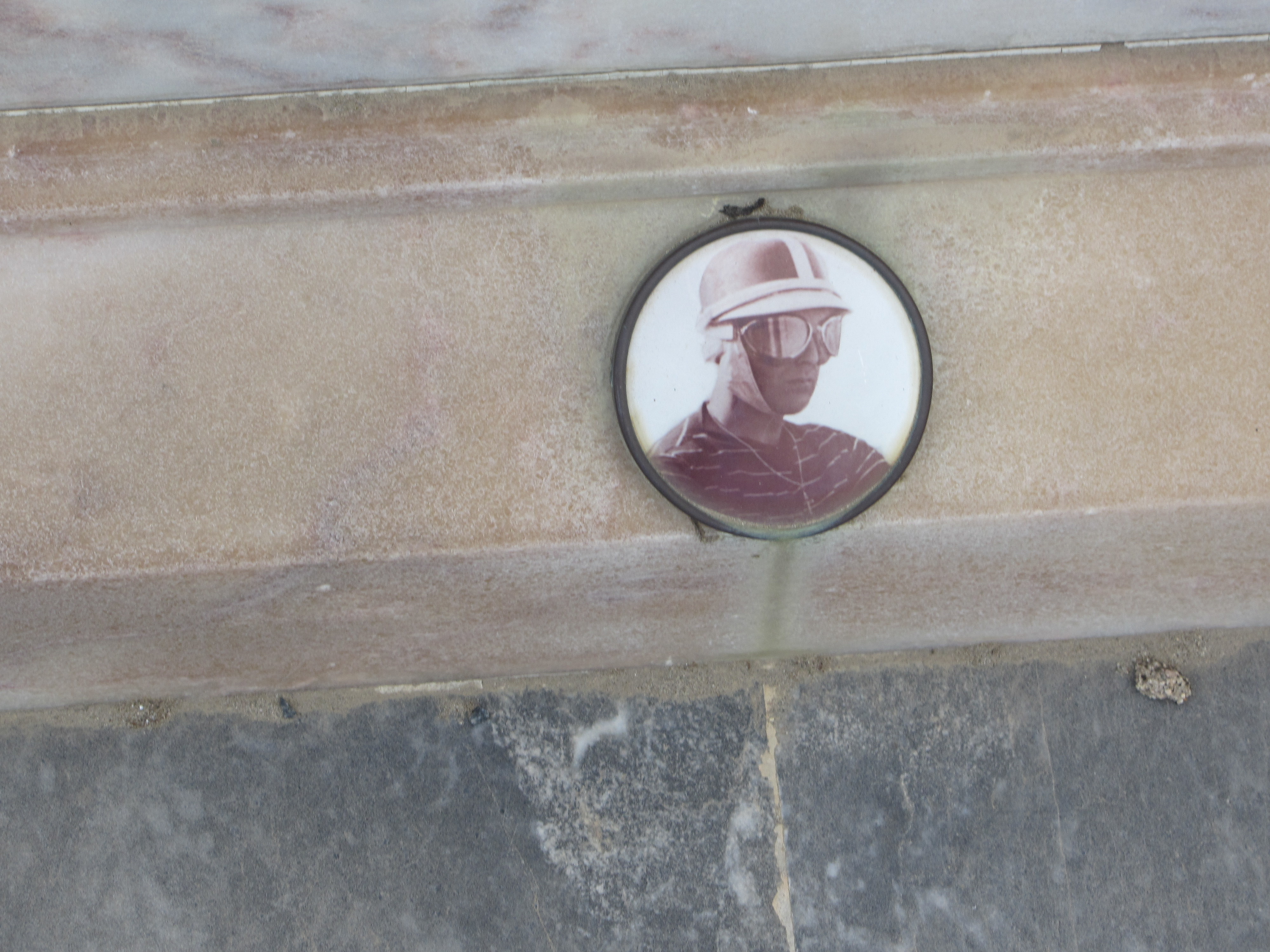
Fotografia de António Borges Barreto (pormenor da pedra tumular)

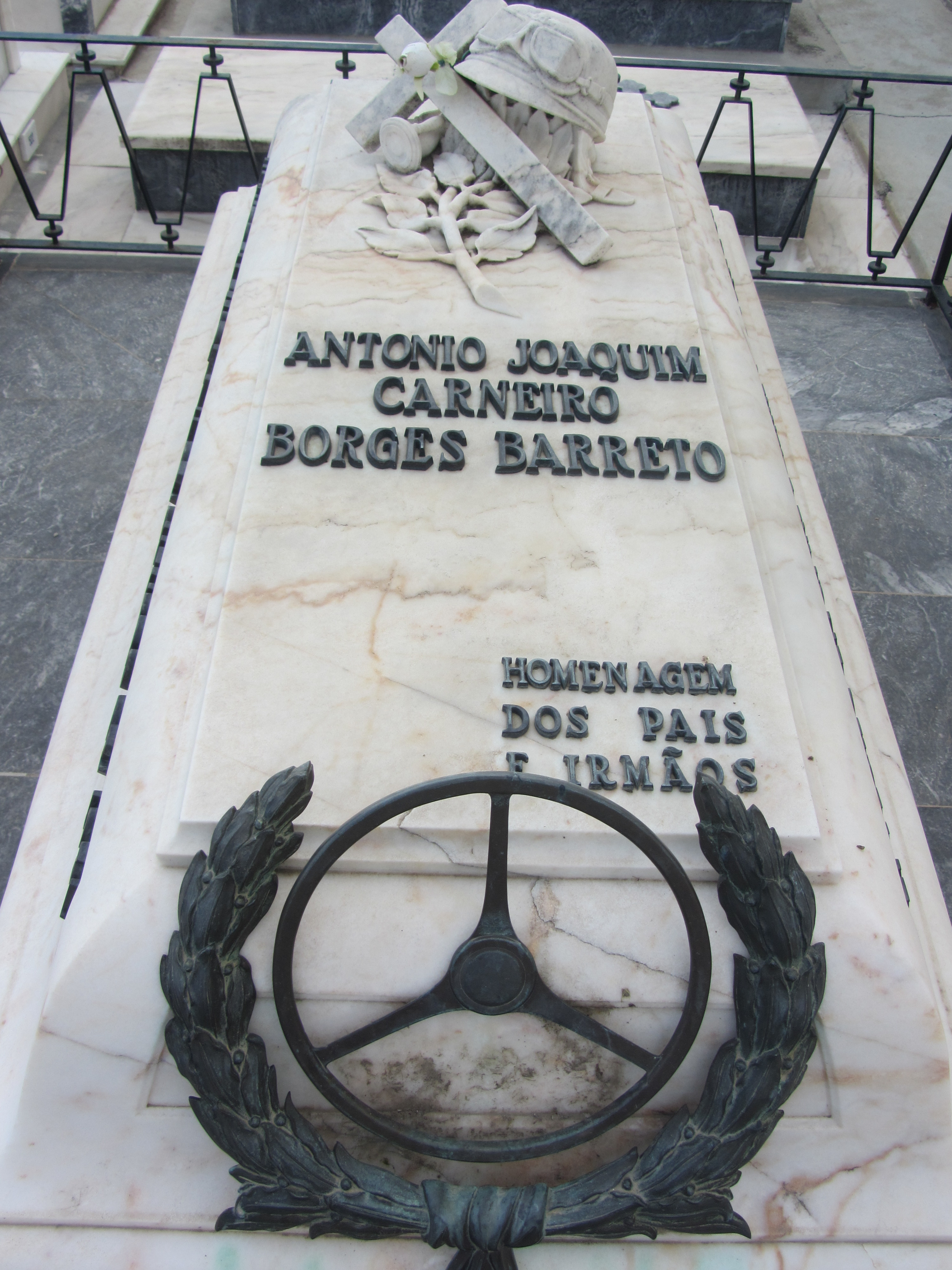
Túmulo de António Borges Barreto em Évora.

António Joaquim Borges Barreto (Évora, Portugal, 11 de Outubro de 1931 - Saint-Étienne, França, 30 de maio de 1957) foi um piloto português de automobilismo. O interesse de Barreto pela velocidade e pelos automóveis levou-o a competir em competições automobilísticas, acabando por ser o primeiro e único português a correr pela Ferrari. A sua carreira foi cortada abruptamente quando perdeu a vida num acidente durante as 2 horas de Forez, em Saint Etienne, após uma colisão com Piero Carini.

## Biografia
Nascido em Évora, filho de António Borges Barreto e de sua esposa Rosa da Assunção Fragoso de Borges Barreto, António Joaquim Borges Barreto, ou "Tóquim" como era conhecido, cedo se interessou pelo automobilismo, demonstrando apetência para todo o género de assuntos relacionados com os automóveis e a velocidade. A sua primeira experiência de competição ocorreu na VI Volta a Portugal em 1954, competição que venceu, apesar de estreante. Com esta vitória, o jovem piloto português decidiu continuar a competir, tendo participado em várias corridas. Em virtude de utilizar um Ferrari (de que era proprietário) em várias destas corridas, foi abordado pela marca italiana para integrar a equipa em 1956. Ao serviço da "scuderia" estreou-se nas Cinco Horas Nocturnas de Phill Hill e conquistou a Taça dos Novos nas 10 Horas de Messina. Todavia, o português apenas voltaria a correr pela Ferrari quatro meses depois.

## Morte
António Barreto voltou a correr pela Ferrari nas 2 horas de Forez, disputadas no circuito de Saint-Étienne, no dia 30 de Maio de 1957, sob grande expectativa não só portuguesa mas da própria equipa.
Durante a corrida, numa altura em que seguia em terceiro lugar, o seu colega de equipa Piero Carini despistou-se, embatendo violentamente no veículo de Barreto. Ambos os pilotos tiveram morte imediata. A sua morte foi muito sentida em Portugal e particularmente em Évora, sua cidade natal. O livro de honra dos pilotos da Ferrari menciona Barreto, referindo a sua "coragem e paixão".